# 莫姆森号驱逐舰
莫姆森号驱逐舰（USS Momsen (DDG-92)）是美国海军阿利·伯克级驱逐舰的第四十二艘，以海军中将查尔斯·莫姆森命名。
莫姆森号驱逐舰于2001年11月16日在缅因州巴斯的巴斯钢铁厂安放龙骨，2003年7月19日下水，2004年8月28日服役。
1. ↑  . www.surfpac.navy.mil.   [2024-08-27]. （原始内容存档于2024-09-26）.